# Be My Baby (låt av Wonder Girls)
"Be My Baby" är en singel från den sydkoreanska musikgruppen Wonder Girls. Den gavs ut den 7 november 2011 för digital nedladdning tillsammans med gruppens andra studioalbum Wonder World. Den tillhörande musikvideon hade i februari 2013 fler än 24,7 miljoner visningar på Youtube. Låten debuterade på första plats på Gaon Chart den 12 november 2011. Den låg de två följande veckorna på andra plats efter att ha passerats av T-aras "Cry Cry" den andra veckan.

## Spårlista
| 2.  | Be My Baby            | 3:31 |
| 11. | Be My Baby (Ra.D Mix) | 3:27 |
| 13. | Be My Baby (Eng Ver.) | 3:32 |

## Listplaceringar
| Lista                 | Topplacering |
| --------------------- | ------------ |
| Sydkorea (Gaon Chart) | 1            |